# Momento estático
Momento estático, também denominado primeiro momento de área, nome este baseado na construção matemática de momento em espaços métricos, estabelecendo que o momento de área é igual à soma da área vezes a distância a um eixo [Σ(a × d)]. É uma medida da distribuição da área de uma forma geométrica em relação a um eixo no plano da área.
É usado geralmente para determinar o centroide de uma área.

## Definição
Seja dada uma área A de forma arbitrária, e divisões desta área em n áreas elementares (dAi). Sejam xi e yi as distâncias (coordenadas) de cada área elementar em relação a um dado eixo x-y. O primeiro momento de área nas direções x e y são dados respectivamente por: 
{\displaystyle Q_{x}=A{\bar {y}}=\sum _{i=1}^{n}{y_{i}\,dA_{i}}=\int _{A}ydA}
e 
{\displaystyle Q_{y}=A{\bar {x}}=\sum _{i=1}^{n}{x_{i}\,dA_{i}}=\int _{A}xdA}.
No Sistema Internacional de Unidades Q é expresso em m3.
O momento estático Q é uma propriedade de uma área, usado para calcular sua resistência à tensão de cisalhamento. Por definição:
{\displaystyle Q_{j,x}=\int y_{i}dA,}
onde
- Qj,x - primeiro momento de área "j" em torno do eixo neutro x do corpo inteiro (não o eixo neutro da área "j");
- dA - uma área elementar da área "j";
- y - a distância perpendicular ao centroide do elemento dA a partir do eixo neutro x.